# Maryan Wisnieski
Maryan Wisnieski (Calonne-Ricouart, 1 de fevereiro de 1937 – 3 de março de 2022) foi um futebolista da França.

## Carreira
Wisnieski atuou pela Seleção Francesa, com a qual alcançou as semifinais da Copa do Mundo FIFA de 1958 e participou da Euro de 1960.

## Morte
Wisnieski morreu em 3 de março de 2022, aos 85 anos de idade.

## Clubes
- US Auchel
- 1953-1963 : RC Lens
- 1963-1964 : UC Sampdoria
- 1964-1966 : AS Saint-Etienne
- 1966-1969 : FC Sochaux-Montbéliard
- 1969-1970 : Grenoble Foot 38

## Títulos
- Copa do Mundo de 1958: 3.º lugar